# كيلي غرين (بيدفوردشير)
كيلي غرين (بالإنجليزية: Keeley Green)‏ هي قرية تقع في المملكة المتحدة في شرق انجلترا.